# Берниково (Зубцовский район)
Берниково — опустевшая деревня в Зубцовском районе Тверской области. Входит в состав Вазузского сельского поселения.

## География
Находится в южной части Тверской области на расстоянии приблизительно 3 км по прямой на восток-северо-восток от районного центра города Зубцов на правом берегу Волги.

## История
Деревня была отмечена еще на карте Менде (состояние местности на 1848 год). В 1859 году здесь (деревня Зубцовского уезда Тверской губернии) было учтено 2 двора, в 1941—6.

## Население
Численность населения: 4 человека (1859 год), 1 (русские 100 %) в 2002 году, 0 в 2010.